# Campbell Hills
Die Campbell Hills sind eine Gruppe von Hügeln in der antarktischen Ross Dependency. Sie ragen an der Shackleton-Küste 8 km westsüdwestlich des Kap Lyttelton an der Südflanke des Nimrod-Gletschers auf.
Der United States Geological Survey kartierte sie anhand eigener Tellurometer-Vermessungen und Luftaufnahmen der United States Navy aus den Jahren von 1960 bis 1962. Das Advisory Committee on Antarctic Names benannte sie 1966 nach dem US-amerikanischen Glaziologen William Joseph Campbell (1926–2015), der im Rahmen des United States Antarctic Research Program von 1962 bis 1963 Untersuchungen des Ross-Schelfeises durchgeführt hatte.